# Art Gallery of New South Wales

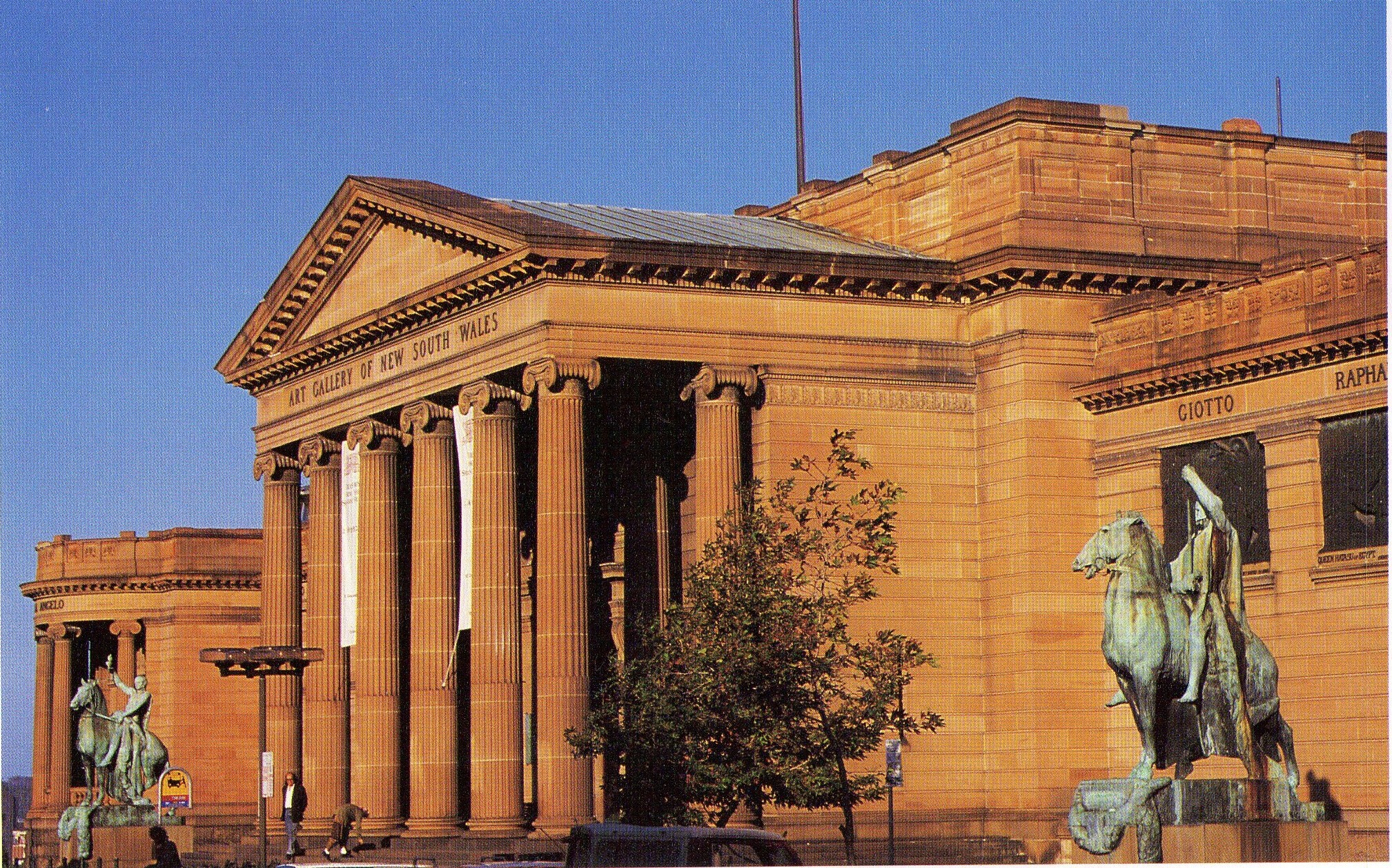
Art Gallery of New South Wales in Sydney

Die Art Gallery of New South Wales ist das bedeutendste Museum in Sydney, New South Wales, Australien. Das 1897 gegründete Museum befindet sich auf dem Gelände des Stadtparks The Domain. Der Eintritt zu den allgemeinen Ausstellungen mit Werken australischer Kunst (von der europäischen Besiedlung bis zur Gegenwart) sowie europäischer und asiatischer Kunst ist frei.

## Geschichte

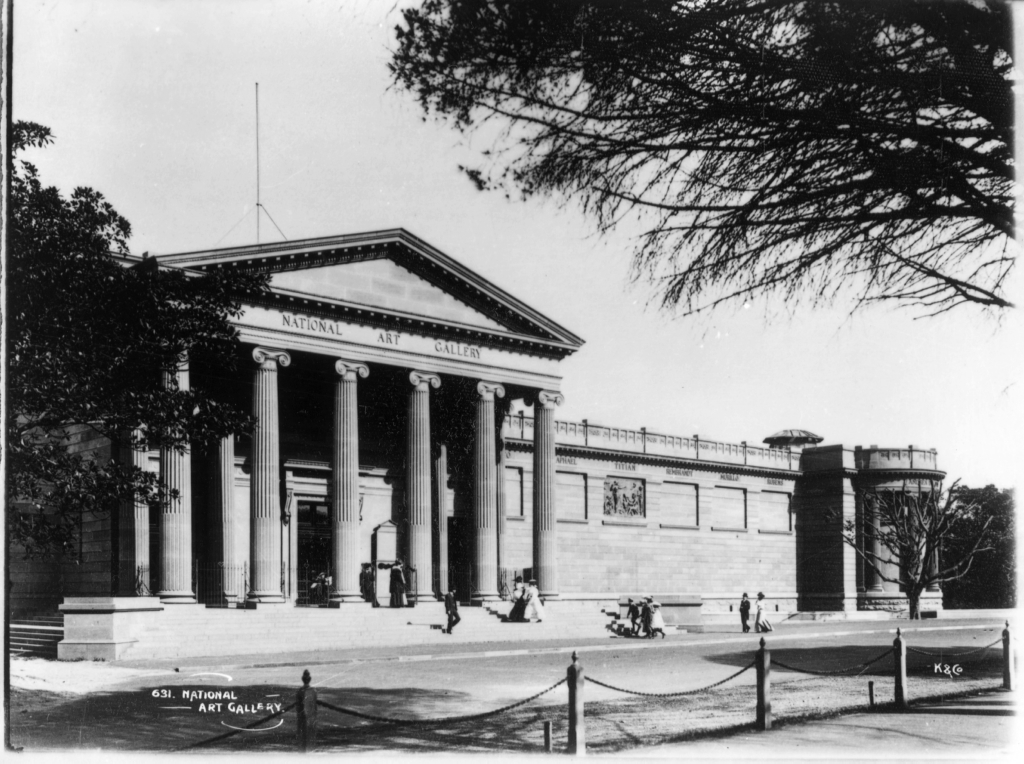
The Art Gallery of New South Wales circa 1900

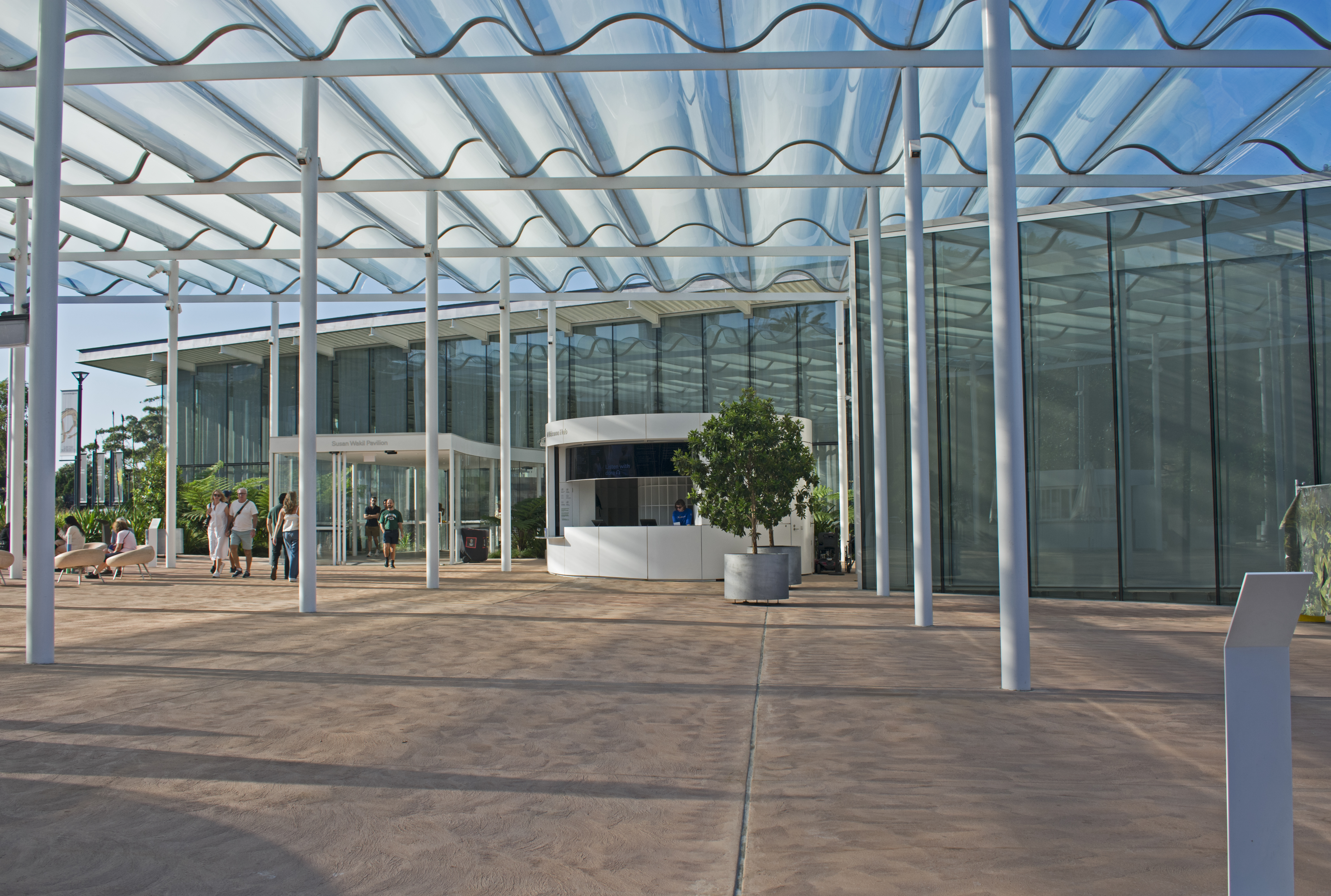
Die Sydney Modern Ergänzung (2022)

In den 1870er Jahren wurde in Sydney eine Kunstakademie aufgebaut, die der  Kunstbildung, Bildung von Kunstklassen und Kunstausstellungen dienen sollte. Dazu sollte die Regierung finanzielle Mittel zur Verfügung stellen, um die ersten Kunstwerke in Australien in einem Museum auszustellen. Die Sammlung war bis 1885 in verschiedenen Gebäuden untergebracht. Das Gebäude mit der klassizistische Fassade wurde zwischen 1896 und 1909 gebaut und in den 1970er und 1980er Jahren erweitert.
An der Gebäudefassade sind die antiken Kulturen der Römer, Griechen, Assyrer und Ägypter symbolisch dargestellt. Die ersten zwei Bilderausstellungen wurden 1897 eröffnet, zwei weitere folgten 1899 und eine Ausstellung von Aquarellen fand 1901 statt. 1958 wurde dem Museum per Verordnung Art Gallery of New South Wales Act 1958 der heutige Name The Art Gallery of New South Wales verliehen.

## Sammlung
Die Sammlung wurde 1871 eingerichtet und die Academy of Arts kaufte schon früh einige große Werke aus Europa, wie von Ford Madox Brown Chaucer at the Court of Edward III. Später wurden Arbeiten von australischen Künstlern, wie Streetons 1891 Fire's on, Roberts 1894 The Golden Fleece und McCubbin 1896 On the wallaby track gekauft.
Das Museum hält Arbeiten zahlreicher australischer Künstler vor, einschließlich des 19. Jahrhunderts, wie John Glover, Arthur Streeton, Eugene von Guerard, John Russell, Tom Roberts, David Davies, Charles Conder, William Piguenit, E. Phillips Fox, Frederick McCubbin, Sydney Long und George W. Lambert.
Australische Künstler des 20. Jahrhunderts werden mit Hugh Ramsay, Rupert Bunny, Grace Cossington Smith, Roland Wakelin, Margaret Preston, William Dobell, Sidney Nolan, Russell Drysdale, James Gleeson, Arthur Boyd, Lloyd Rees, John Olsen, Fred Williams, Brett Whiteley und Imants Tillers repräsentiert.
44 Arbeiten stellt das Museum aus, die in der Ausstellung 100 masterpieces of Australian painting im Jahr 1973 gezeigt worden waren.
Das Museum besitzt eine umfangreiche Sammlung Viktorianischer Kunst von  Lord Frederic Leighton und Sir Edward John Poynter, aber auch der niederländischen, französischen und italienischen Malerei des 16., 17. und 18. Jahrhunderts von Peter Paul Rubens, Canaletto, Agnolo Bronzino, Domenico Beccafumi und Nicolò dell’Abbate und der europäischen Moderne von Pierre Bonnard, Georges Braque, Pablo Picasso, Auguste Rodin, Claude Monet, Paul Cézanne, Camille Pissarro, Ernst Ludwig Kirchner, Alberto Giacometti und Giorgio Morandi wie auch von modernen britischen Meistern.

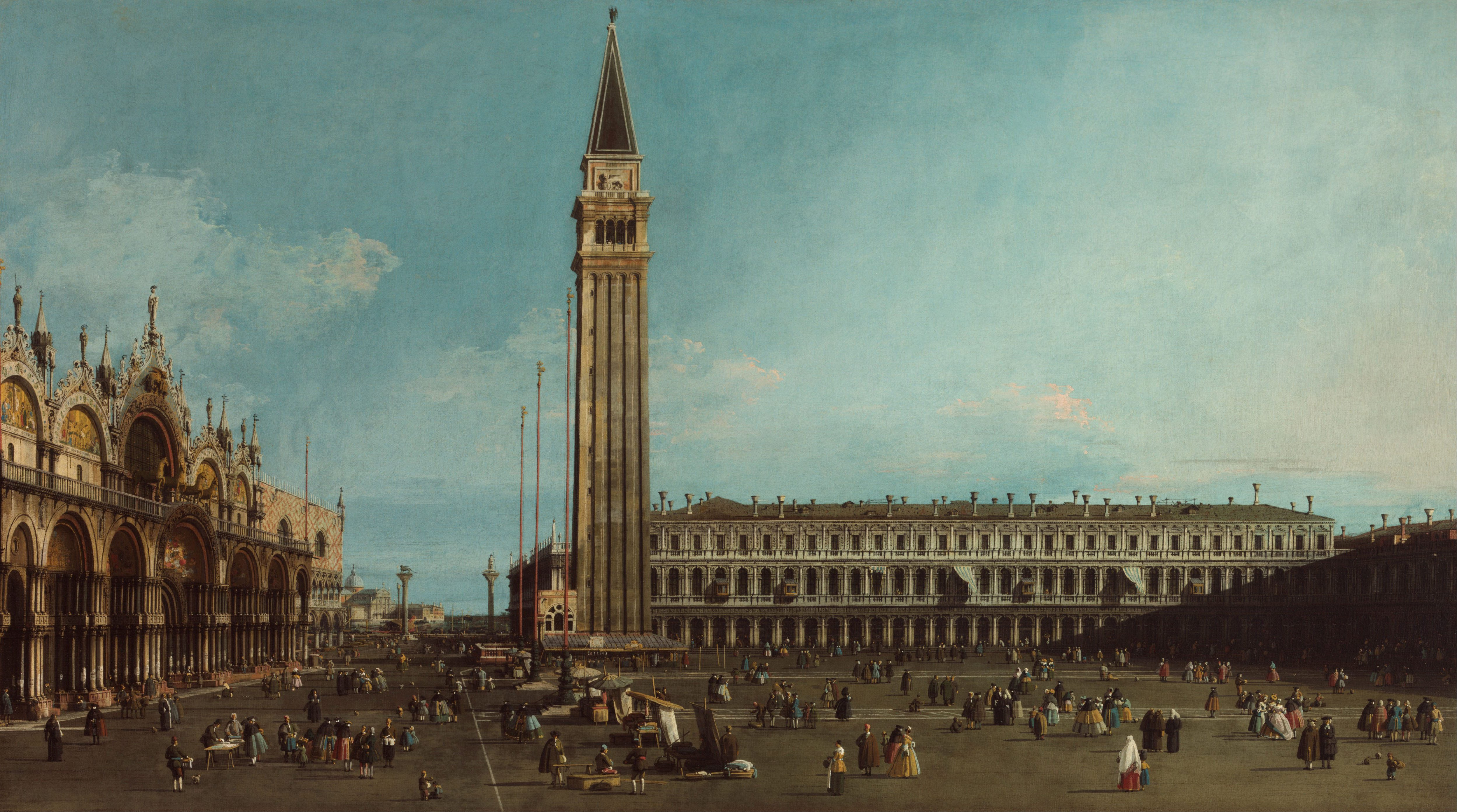
Canaletto, The Piazza San Marco, Venice (c. 1745)
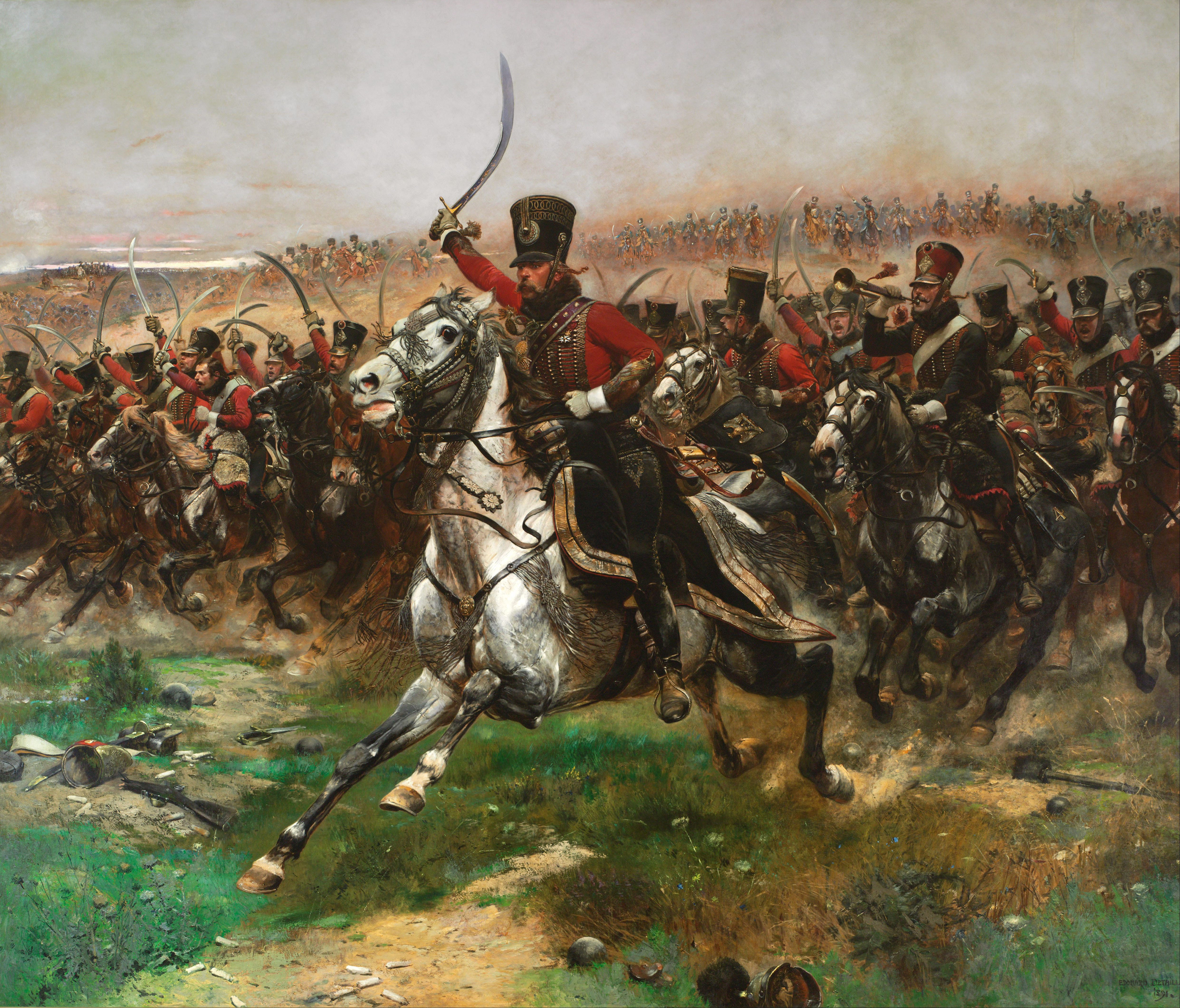
Vive L'Empereur (1891) by Édouard Detaille
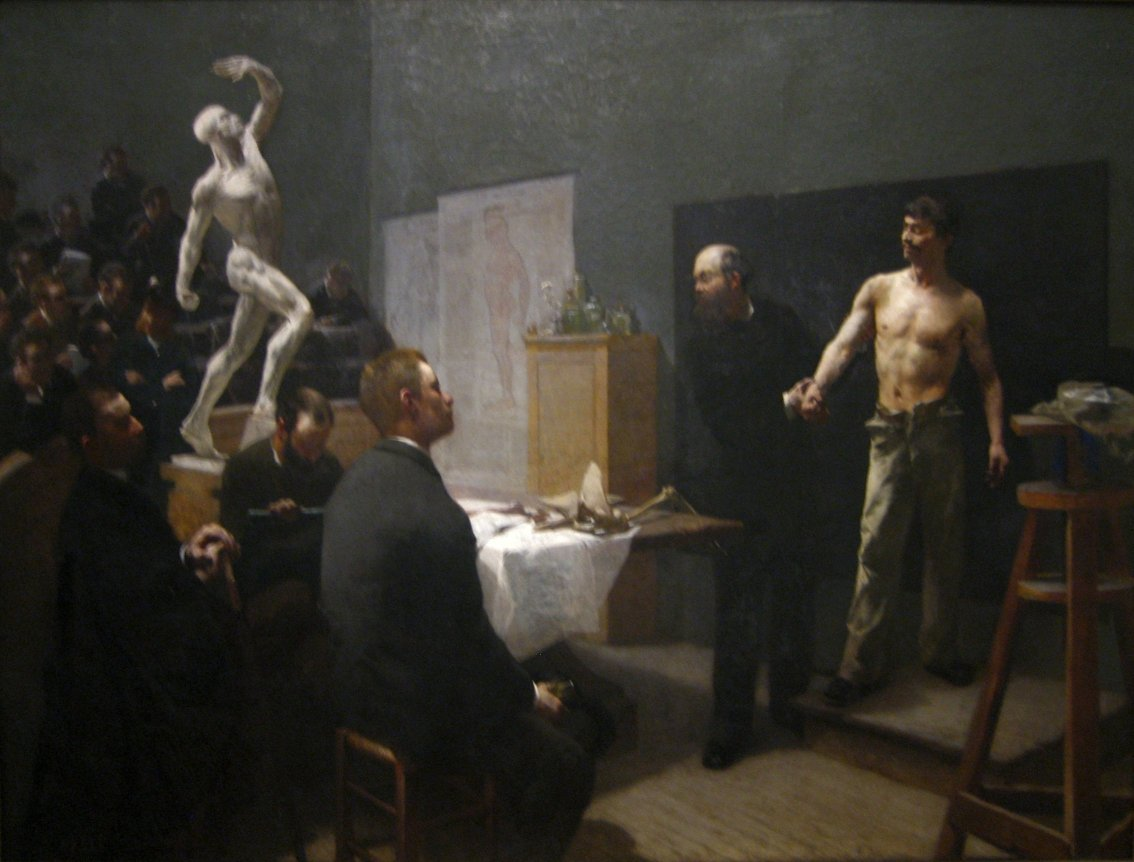
The Anatomy Class an der Ecole des Beaux Arts (1888) von François Sallé
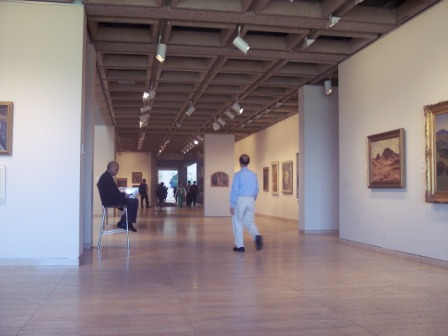
Innenraum
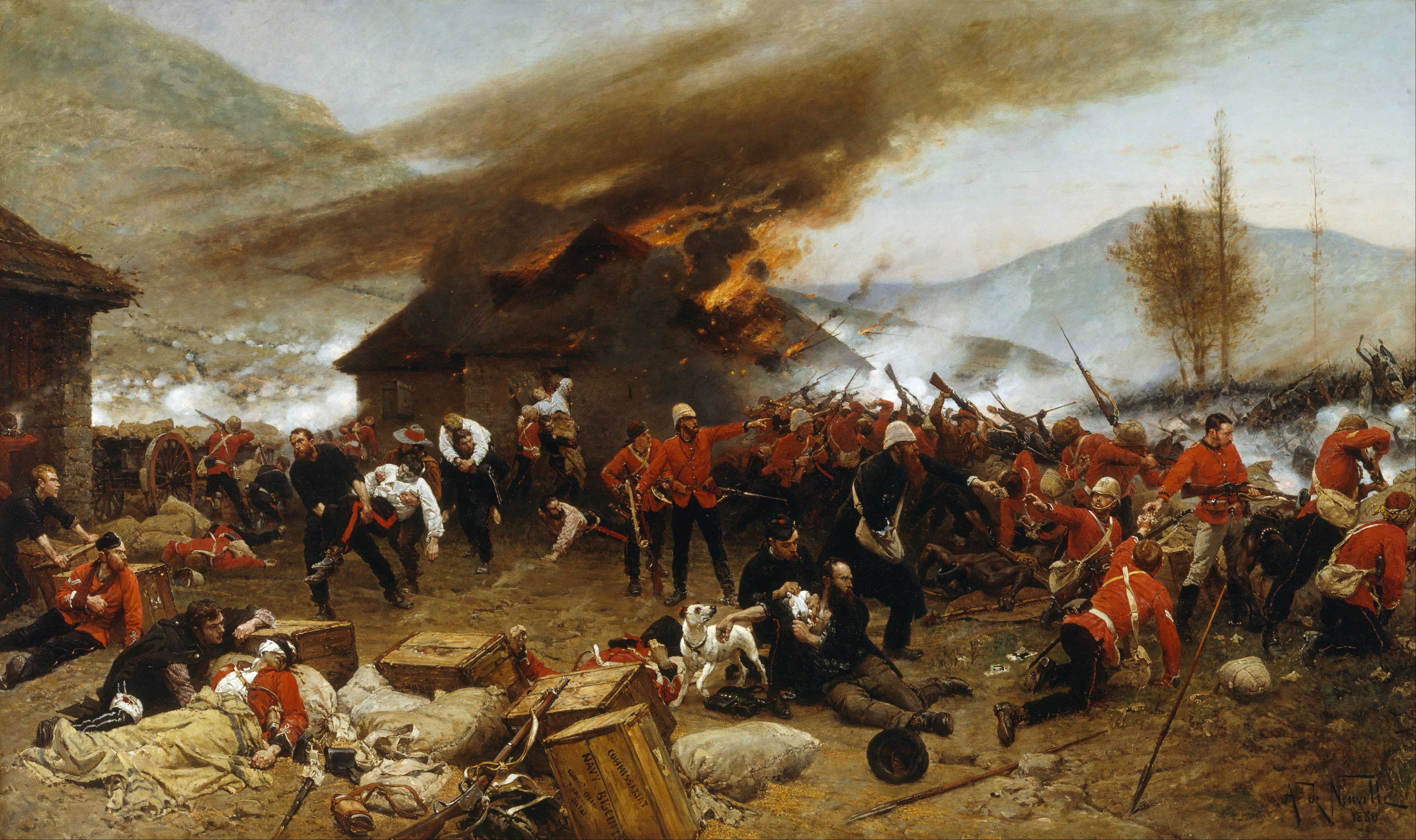
The Defence of Rorke's Drift (1880) von Alphonse de Neuville